# Kiekefretter
Kiekefretters (kippenvreters) is de schimpnaam voor Brusselaars. Zoals wel vaker in de rijke traditie van spot en schimp, valt de precieze oorsprong ervan niet meer met zekerheid te achterhalen. 

## Overlevering

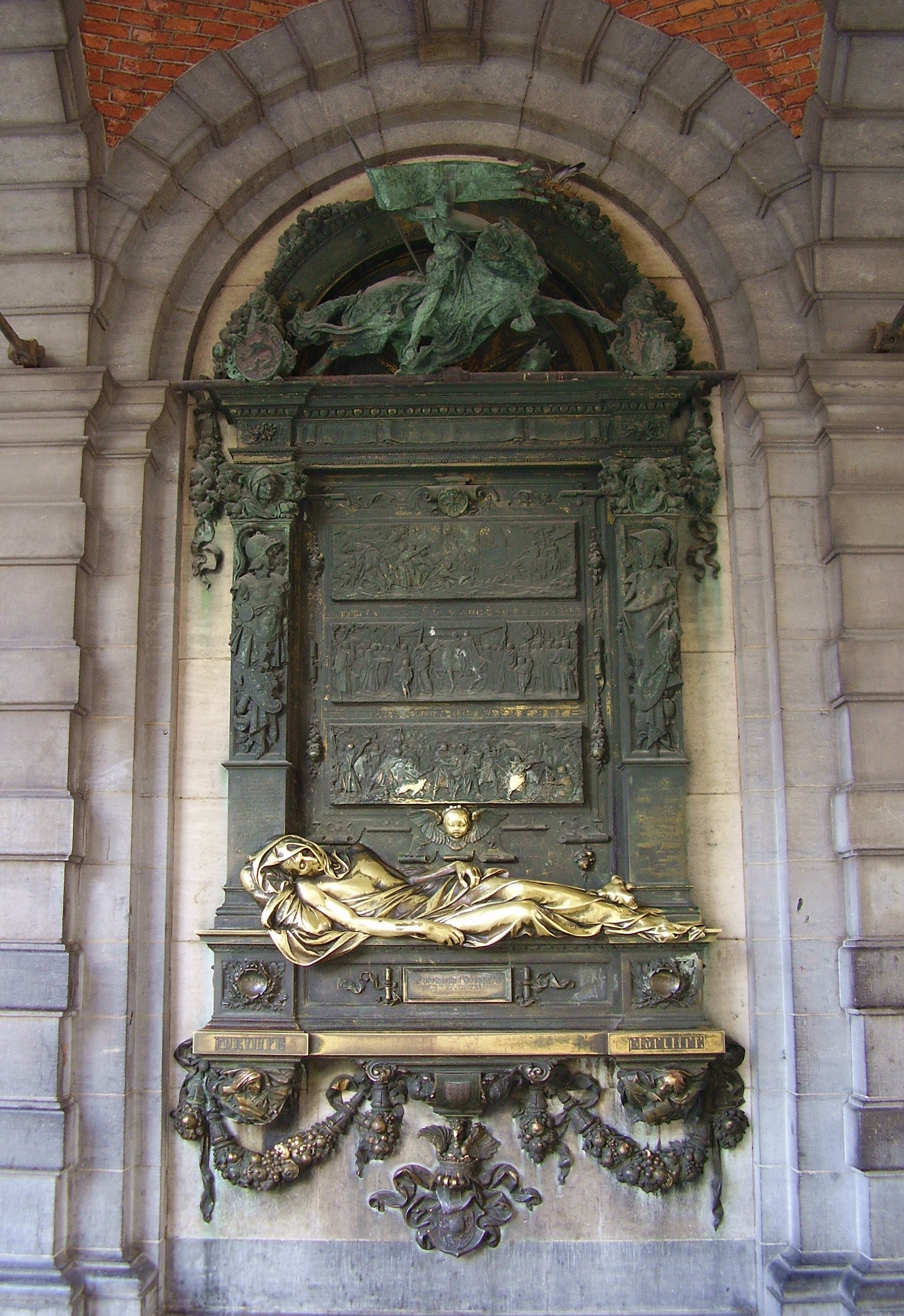
In zijn monument voor Everaard t'Serclaes heeft Julien Dillens kiekefrettende Brusselaars afgebeeld.

In de meest gehoorde versie danken de Brusselaars hun bijnaam aan hun optreden tijdens de Slag bij Baesweiler (1371). Aan het hoofd van  een bonte coalitie was de Brabantse hertog Wenceslaus er op uitgetrokken om Willem II van Gulik een lesje te leren. Deze had de Linfars onder zijn bescherming genomen, onguur wapenvolk dat voortdurend Brabantse kooplieden beroofde. Volgens de kroniek van Jean Froissart was Wenceslaus nog rustig een mis aan het bijwonen toen Willem zijn troepen al in slagorde opstelde. Haastig nam Wenceslaus plaats tussen de Brusselse ridders, "sommigen te paard gezeten, en hun knechten achter hen, die flacons en flessen wijn droegen opgehangen aan hun zadel, en daaronder ook leeftocht en pastei van zalm, forel en paling, omwikkeld in mooie servetjes; en daar ontnamen deze mensen hun paarden de plaats, zodanig dat men zich van geen enkele kant hulp kon bieden."
De op schransen beluste Brusselaars hadden de voorbereidingen tot de slag danig in de war gestuurd. Het liep uit op een complete catastrofe, en al had Froissart dan geen hoenders vermeld in zijn opsomming, hun bijnaam was geboren. Tot hun verdediging moet wel worden gezegd dat de twee andere chroniqueurs van de slag geen melding maken van hun capriolen.
Een andere uitleg verwijst naar het beleg (en uiteindelijk vernietiging) door de Brusselaars van het Kasteel van Gaasbeek in 1388. Daarmee namen ze wraak voor de moord op Brussels schepen en volksheld Everaard t'Serclaes door getrouwen van de kasteelheer, Zweder van Abcoude. Omdat het beleg meer dan een maand duurde, zouden de Brusselaars uit nood aan proviand alle kippen uit de landelijke omgeving hebben aangeslagen en gegeten. Aan de Grote Markt in Brussel bevindt zich sinds 1902 een monument voor t'Serclaes. Op het derde bandreliëf daarvan is het Brussels beleg van Gaasbeek te zien, met een vrouw die een kip tevoorschijn haalt, een allusie op de kiekefretters.
Uit 1560 kennen we voor het eerst een werk dat de legendarische appetijt van de Brusselaars expliciet linkt aan gebraden kippen. In een parodie op de astrologische jaaralmanak gaf Sloctoor Ulenspieghel (verhaspeling van doctoor en slocken) eigen "pronosticaties". Brusselaars waarschuwde hij dat ze met al hun kiekengefret niet mochten vergeten hun losbandige vrouwen in het gareel te houden:

Die Bruesselaers en mueghen wi niet vergheten:
Al sijn se lecker, si mueghen noch wel kiecxkens eten.
Maer een quaet vuyl wijf dient wel ghesmeten.
De Brusselaars mogen we niet vergeten:
Al zijn ze kieskeurig, kippetjes mogen ze nog wel eten.
Maar een kwaad vuil wijf dient wel geslagen.

Overigens worden ook Oudenaarders - als ze geen bonenkopers worden genoemd - weleens met kiekenfretter aangesproken.

## Andere spotnamen
Behalve met "kiekefretter" zijn de Brusselaars nog met veel andere namen bedacht.

### Apendrillers
Een bijnaam die veel minder in het volksgeheugen is blijven hangen, is "apendrillers". Deze koosnaam gaat terug op twee oudere kiekefretters die 's nachts de wacht moesten houden in de Wollendriestoren. Ze werden een harige indringer gewaar en namen terstond de benen. Aan hun overste rapporteerden de twee een duivel. Een heldhaftiger soldaat ging 's anderendaags een kijkje nemen en trof een aap aan naast de haard, ontsnapt uit de tuin van de graaf van Egmont. De parmantige aap is afgebeeld, met geweer over de schouder, op een Mechelse spotprent uit 1687. Daaronder staat het rijm:

Die van Brussel daer beneven

Comen ons veel schimpen geven

Dat sij op den Aep eens sien

Die den Wacht doet henen vlien

### Ketjes
De Brusselaars heten ook Ketjes. Waar dit woord vandaan komt is niet bekend, maar het doelt in de eerste plaats op straatjongens. Bij uitbreiding slaat het op al wie in Brussel opgegroeid is.

### Zinnekes
Een courante bijnaam van meer recente datum is Zinneke. Dit was eerst de lokale benaming voor bastaardhonden. Mettertijd gingen Brusselaars dit op zichzelf toepassen. De Zinneke Parade viert dit als symbool van de kosmopolitische en multiculturele Zennestad.

### Beulemansen
Deze spotnaam cum geuzennaam wordt gebruikt voor verfranste Brusselaars die hun taal doorspekken met Nederlandse dialectwoorden.